# CENCOSUD
Cencosud (em espanhol: Centros Comerciales Sudamericanos) é um consórcio empresarial multinacional chileno que atua em vários países da América do Sul, principalmente no setor varejista, controlado pelo empresário Horst Paulmann. Esta empresa compete atualmente no Brasil com o GPA, o Carrefour e o Grupo BIG (antigo Walmart).
No Brasil, possui as redes GBarbosa, Perini, Bretas, Prezunic e Mercantil Atacado. A Cencosud é a sexta maior empresa varejista em operação no país, segundo o ranking do IBEVAR em 2012.
Em 2014, o Instituto Brasileiro de Executivos de Varejo e Mercado de Consumo (IBEVAR) elegeu o Cencosud como umas das trinta e cinco maiores empresas de varejo no Brasil.

## Subsidiárias da empresa

### No Brasil
Abaixo, seguem-se as subsidiárias do grupo Cencosud no Brasil.

#### Bretas

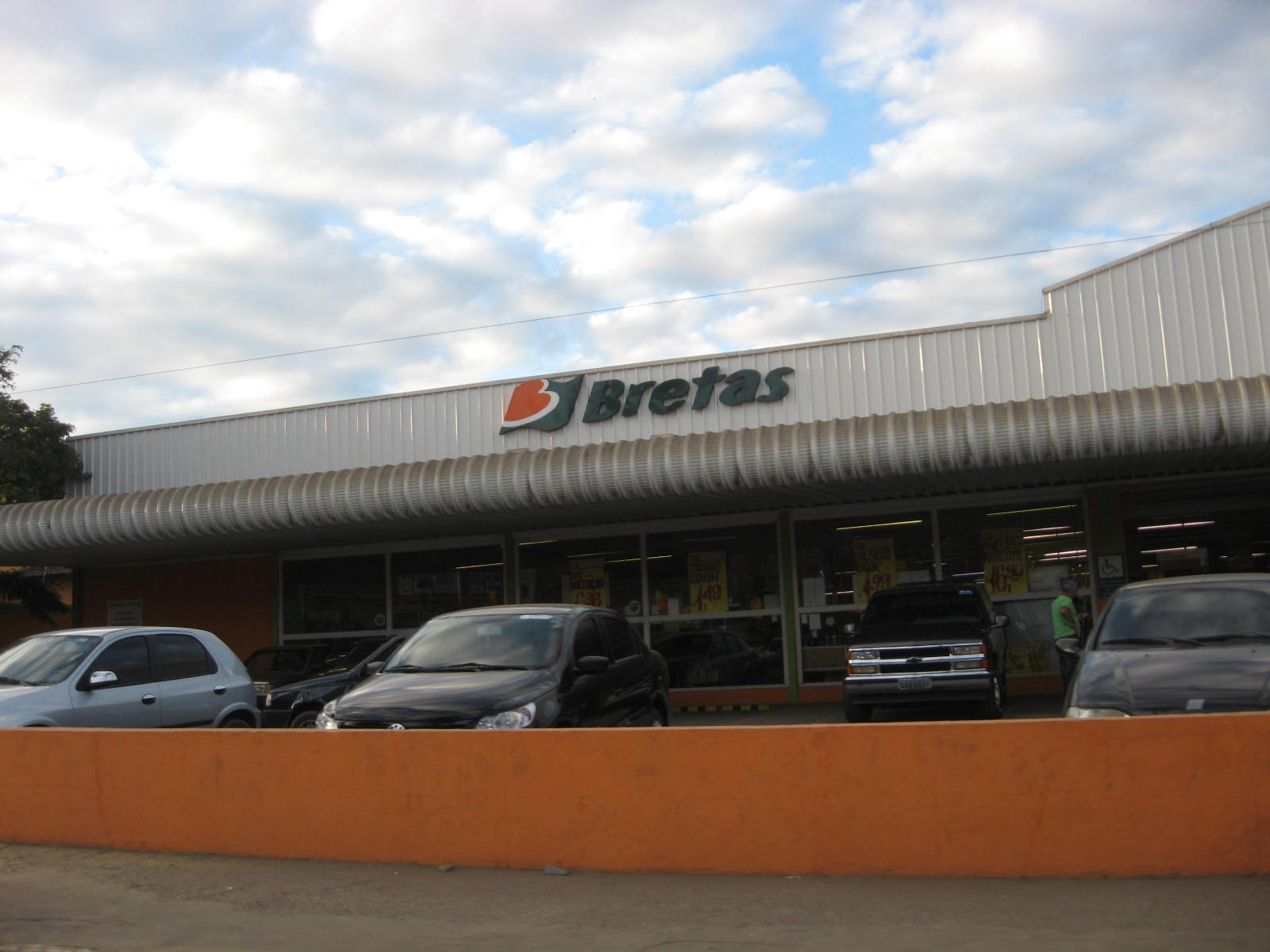
Bretas de Belo Horizonte.

Bretas é uma rede de supermercados e hipermercados que surgiu no município brasileiro de Santa Maria de Itabira, interior do estado de Minas Gerais. Em 2010 foi adquirida pela chilena Cencosud, que anunciou a compra da rede por R$ 1,35 bilhão.
Sua primeira loja foi aberta na década de 1950, em Santa Maria de Itabira. Sua ampliação pelo país deu-se na década de 80, após a inauguração da filial em Timóteo. Atualmente concentra suas lojas diversas cidades localizadas no estado de Goiás.
Hoje, o Bretas atende tanto nas redes regulares de supermercados, como também atua nas frentes Cash & Carry, por meio do Bretas Atacarejo. Além disso, também atua na modalidade armazén, com um formato Premium, com experiênciais adicionais aos supermercados. 

#### GBarbosa

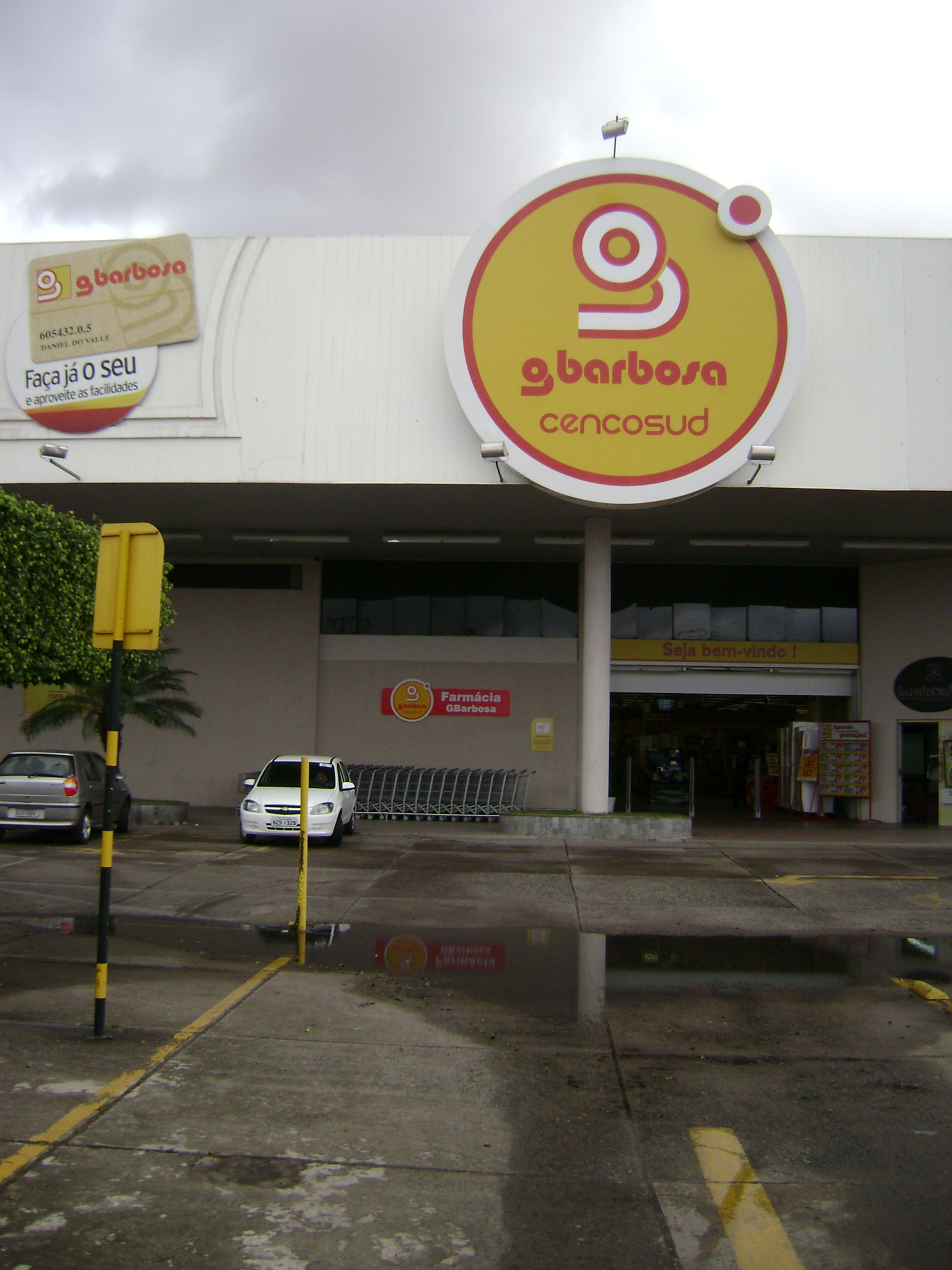
Cencosud de Aracaju.

É uma rede brasileira de supermercados e hipermercados fundada no estado de Sergipe em julho de 1955. A principio tratava-se de uma mercearia que vendia secos e molhados, no centro da capital Aracaju.
Em 1961, a primeira filial foi aberta no município sergipano de Tobias Barreto e em 1963, o primeiro supermercado do grupo, focado nas classes de menor poder aquisitivo foi inaugurado em Aracaju.
No início da década de 80, o GBarbosa chegou ao interior da Bahia, com a criação da filial na cidade de Esplanada.
Em outubro de 2000, a marca estreou na capital da baiana, Salvador. Nesse mesmo ano a rede passou a comercializar produtos Farmacêuticos através das Farmácias GBarbosa.
Em agosto de 2006, a rede supermercadista se estabeleceu na capital de Alagoas, onde hoje conta com cinco unidades.
Desde novembro de 2007, a rede nascida e criada em Sergipe passou a ser comandada pela varejista chilena Cencosud.
Em 2011, a rede deu continuidade ao crescimento e se estabeleceu na cidade de Fortaleza com mais 05 lojas no formato de supermercado.
Atualmente a rede acumula mais de 150 estabelecimentos distribuídos entre Supermercados, Hipermercados, Eletro Shows e Farmácias nos estados de Sergipe, Bahia, Alagoas, Ceará (através da aquisição da rede local SuperFamília) e Pernambuco além de empregar mais de 12.000 colaboradores.
Dados de 2010 apontam a rede como a quarta maior rede de supermercados do país.

#### Mercantil Atacado (antigo Mercantil Rodrigues)

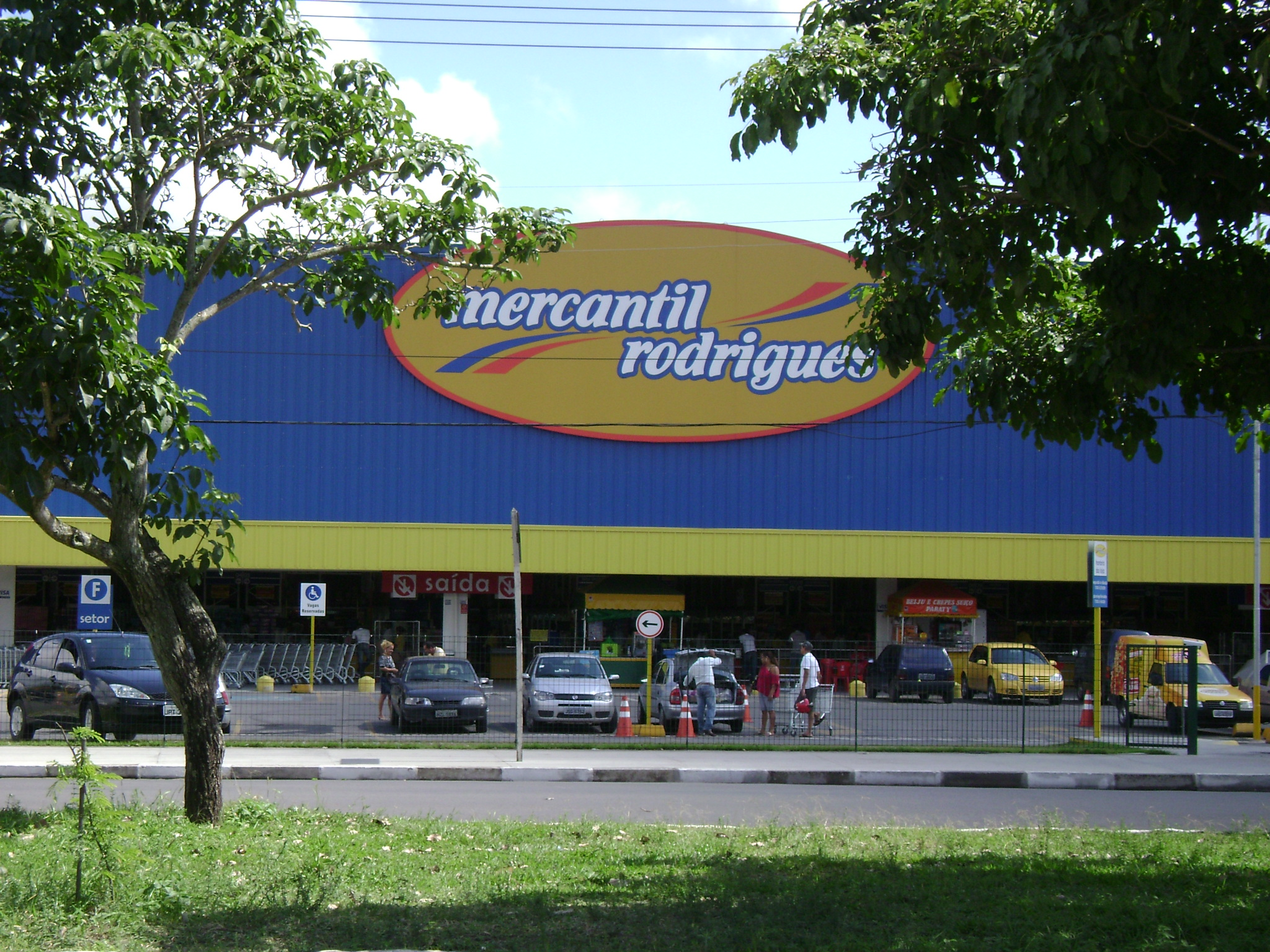
Fachada da filial da rede em Feira de Santana, Bahia.

O Mercantil Atacado, antigamente conhecido como Mercantil Rodrigues, é uma rede de Atacado Cash & Carry, subsidiária da Cencosud. Atua na Bahia e em Sergipe. Foi fundada no final dos anos 60 por Zenildo e Gilberto Rodrigues.
A rede pertencente ao Grupo Cencosud desde 2007. Posteriormente, ingressou no mercado sergipano em 2012, inaugurando seu primeiro Atacado na cidade de Aracaju.

#### Perini
Perini é uma rede de Delicatesse e supermercado que foi fundada na Bahia e em 2010 foi adquirida pela Cencosud, atualmente consegue ser uma das subsidiárias com maior variedade de itens importados e orgánicos. Possui lojas nos estados da Bahia e Pernambuco.

#### Prezunic

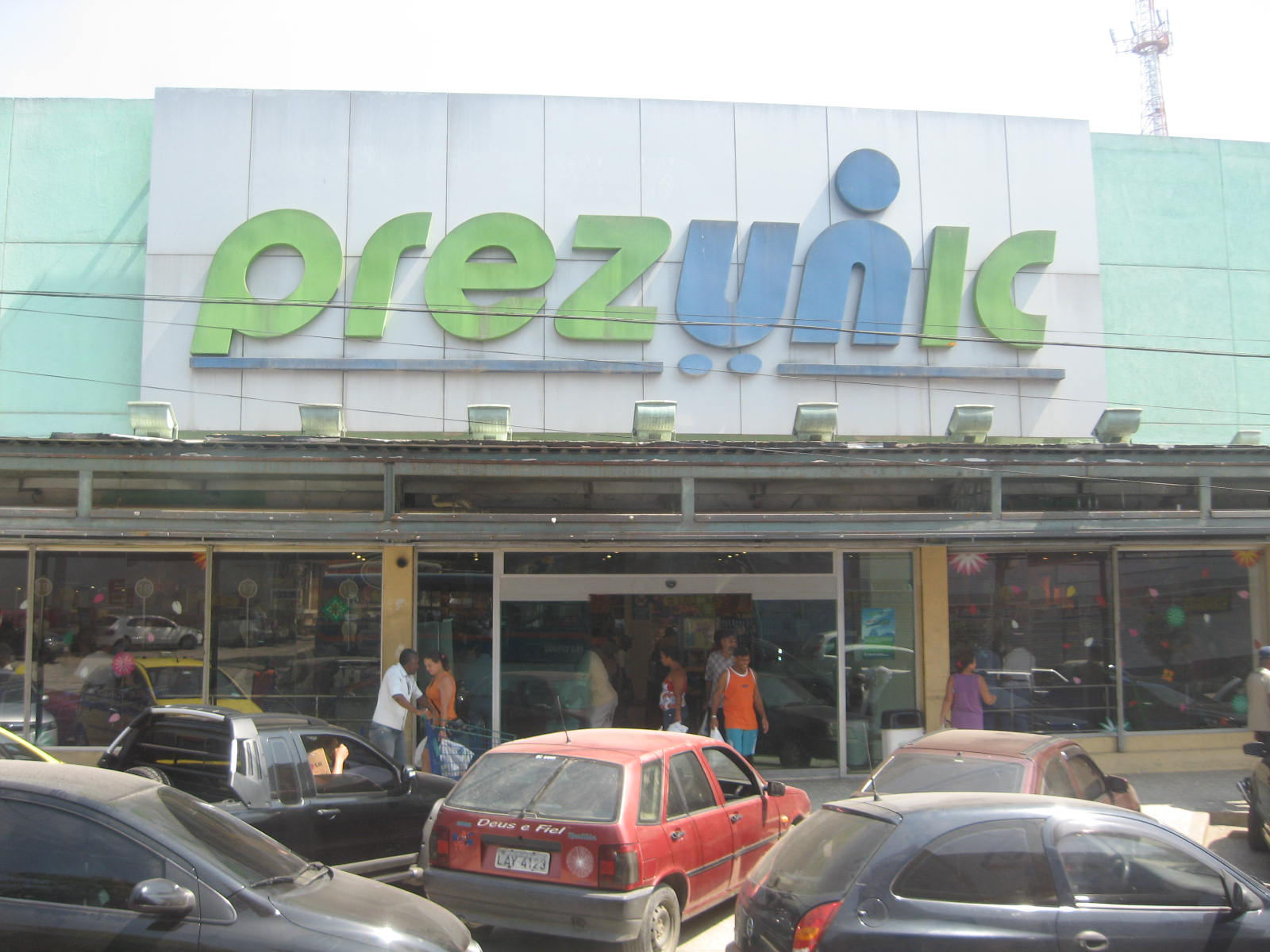
Cencosud do Rio de Janeiro.

É uma rede de supermercados do Rio de Janeiro que conta atualmente com 30 lojas.
O Prezunic nasceu de uma ideia do Joaquim. Gente que se propôs a encarar esse desafio, alguns inclusive deixando empregos promissores para trabalhar em um projeto novo, mas no qual acreditavam, simplesmente porque era pautado no respeito ao ser humano e no lema Muito Prazer.
O lançamento da rede Prezunic foi no dia 2 de novembro de 2001, em evento que reuniu os principais fornecedores. Naquela época, a administração da rede, atualmente no Recreio, funcionava no Rio Office, na Barra da Tijuca, e a Central de Distribuição, que desde 2005 está instalada no Mercado São Sebastião, ficava na Fazenda Botafogo.
A primeira loja - Benfica - foi inaugurada no dia 13 de maio de 2002, em homenagem a Nossa Senhora de Fátima, santa do Sr. Joaquim, então proprietário. Nesse primeiro ano de funcionamento do Prezunic para o grande público, sete lojas foram inauguradas - além de Benfica, Senador Camará, Catumbi, Freguesia, Pechincha, Recreio e Campo Grande. Com a loja do Recreio, o Prezunic passa a atender um novo mercado consumidor, de maior poder aquisitivo.
Em julho de 2003, foi aberta a loja da praça Jaurú, no bairro da Taquara, e, em 2004, cinco novas lojas entraram em operação - Magalhães Bastos, Caxias Centenário, Vista Alegre, Olaria e Engenho Novo. O Prezunic já havia conquistado o público consumidor e a proposta inicial de se tornar uma grande empresa e não apenas uma empresa grande começava a se concretizar.
Em 2005, mais sete lojas são inauguradas - Cidade de Deus, Caxias Centro, Itaóca, Fonseca, Campinho, Nilópolis e Taquara. Em menos de três anos, o Prezunic chegava a sua 20ª loja e com fôlego e vontade para enfrentar novos desafios e muito prazer para levar a novos mercados. Assim, em 2006, outras sete lojas começam a funcionar - Cachambi, Padre Miguel, Penha, Ilha do Governador, Méier, Icaraí e Vilar dos Teles.
Um antigo sonho, ainda na fase de desenvolvimento do projeto que fez nascer o Prezunic, era atender o mercado da Zona Sul. Havia, inclusive, naquela época, um espaço em Botafogo que seria transformado em loja, mas que mais tarde mostrou-se inapropriado.
Mas, o sonho não foi esquecido. Em dezembro de 2007, em amplo espaço na Avenida General Polidoro, onde havia funcionado uma concessionária de veículos, foi inaugurada a 28ª loja do Prezunic, que representa um marco para a empresa, por ser a primeira na Zona Sul do Rio de Janeiro.
Em 18 de setembro de 2008, o Prezunic inaugurou mais uma loja. A 29ª loja da rede de supermercados fica em Guadalupe, e funciona num Shopping, ao lado de mais de 40 estabelecimentos comerciais de moda feminina e masculina, de eletrodomésticos e utilidades para o lar, drogaria, perfumaria, sapataria, de celulares, de sportwear e muito mais, além de um deliciosa e variada praça de alimentação.
Em novembro de 2009, o Prezunic inaugurou a sua 30ª loja em Santa Cruz. Em 2011 foi inaugurada a loja 31, na Barra da Tijuca (em frente ao novo viaduto). Num futuro muito próximo, será inaugurada a loja de Itaboraí. Será a terceira filial fora da cidade do Rio de Janeiro.
Foi eleita pelo Great Place to Work Institute (GPTW) como uma das cem melhores empresas para se trabalhar no Brasil.
O Prezunic foi criado pela Família Cunha, antiga dona dos Supermercados Dallas, Rainha e Continente que haviam sido vendidos ao Grupo Francês Carrefour, a propósito de implantar a sua marca de bairro Champion (marca esta que não deu muito certo no Brasil), com isso, a Família Cunha começou a adquirir algumas das maiores lojas do Champion, e implantar uma nova marca, o Prezunic.
No dia 26 de novembro de 2011, a rede Prezunic foi vendida para a rede Cencosud, que assumiu o controle da empresa em janeiro do ano seguinte, criando assim o braço forte carioca da rede chilena.

#### Spid
O Spid é uma rede de mini mercados atuante no Brasil, e alguns países da América do Sul, como Colômbia, Argentina e Chile. A proposta é de supermercados, similares às antigas mercearias e mercados de bairro, porém com entregas rápidas e uma apresentação modernizada. 
No Brasil, o Spid atua exclusivamente na capital do Rio de Janeiro, com atuações em regiões centrais. Em 2023, também foi lançada uma nova unidade, agora na cidade de Maricá.   

### Na Argentina
- Jumbo: Súper e hipermercados
- Vea: Supermercado
- Disco: Supermercado
- Easy: Loja de materiais de construção, acabamento e decoração
- Blaisten: Loja de materiais de decoração

### No Chile
- Jumbo: Súper e hipermercados
- Santa Isabel: Supermercado
- Easy: Loja de materiais de construção, acabamento e decoração
- Paris: Loja de departamento
- Johnson: Loja de departamento
- Eurofashion: Loja de departamento
- Costanera Center: Complexo financeiro e shopping center localizado na cidade de Santiago

### Na Colômbia
- Jumbo: Súper e hipermercados (antigos hipermercados Carrefour)
- Metro: Supermercado e conveniência
- Easy: Loja de materiais de construção, acabamento e decoração

### No Peru
- Wong: Súper e hipermercados
- Metro: Supermercado e conveniência
- Paris: Loja de departamento
- Banco Cencosud: Banco próprio